# Пит Доерти
Пит Доерти (енгл. Pete Doherty; Лондон, 12. март 1979) је британски музичар, певач, текстописац и песник. Био је члан инди рок групе The Libertines, а 2003. године је основао бенд Babyshambles. О Питу Доертију врло често пишу британски и други таблоиди, најчешће због његовог злоуботребљавања тешких дрога и учесталих проблема с полицијом, те о љубавној вези коју има са супермоделком Кејт Мос од 2005. године. 2009. године је издао соло албум „Grace/Wastelands“.
Питова мајка је написала и издала књигу о Питовом одрастању, која говори о томе како се од одличног ђака претворио у једног од најпознатијих наркомана на свету.